# エンジェル・ハート
『エンジェル・ハート』（AngelHeart）は、北条司による日本の漫画。また、これを原作としたテレビアニメ・テレビドラマ。『週刊コミックバンチ』（新潮社）にて2001年創刊号から2010年36・37合併号まで連載されたのち、『エンジェル・ハート 2ndシーズン』 として『月刊コミックゼノン』（ノース・スターズ・ピクチャーズ）2010年創刊号（12月号）から2017年7月号まで連載された。1stシーズンの単行本はBUNCH COMICSより33巻まで発売されている。略称は『A.H.』。2015年7月時点でシリーズ累計発行部数は約2500万部を記録している。

## 概要
作者の代表作『シティーハンター』（以下、『C.H.』）を、家族愛をテーマとしてリメイクし、同作のパラレルワールドを描いている。この家族愛というテーマは前作『F.COMPO』においても主題となっていたものであり、その他多数の作品において読み取れる作者の大きなテーマとなっている。『C.H.』は突然4週後の連載終了を通告されて終了しており、北条に描き切っていないという強い思いを与えた作品であり、これが本作の執筆されるきっかけとなった。
『C.H.』と同様、新宿を主な舞台とした現代劇であるため、時代設定は10年程の開きがある。このため、『C.H.』時にはなかった携帯電話が登場するなど、背景となる社会設定は大きく変わっている。また獠の身体にも老眼や腰痛という症状が出ているように、この時代設定の開きと同じだけ登場人物たちも年齢を重ねている。ただし、2000年代中期以降は時間経過の設定が曖昧になっている。作者は、『超こち亀』で秋本治の連載30周年を祝う時のコメントで、連載が長引きそうだから年齢を停止しようと考えているとコメントしており、2ndの単行本のインタビューでは、停止させたと発言している。
パラレルワールドを描いたリメイク作品であるため、登場人物などの設定には『C.H.』から引き継いだ部分と変更された部分とが混在している。引き継いでいる部分については、獠の性格のようにほぼそのまま継承されているものだけではなく、「姿形は変われど、ファルコンとミキ（美樹）が出会い、堅い絆で結ばれる」といった形を変えながら引き継がれている部分もある。

## あらすじ
台湾から来た殺し屋の少女と、新宿のスイーパーとの家族愛の物語。
新宿に現れた史上最強の暗殺者は、美しすぎる人間兵器だった。彼女（香瑩）のコードネームは「グラス・ハート」。完璧を誇る仕事振りに組織からは高い評価を得ていたが、彼女の心は、暗殺という任務を重ねる度に軋み、蝕まれていった。悩んだ末彼女は自ら死を選ぶが、組織の力によって、再び現世に呼び戻された。事故死した冴羽獠の最愛のパートナー、槇村香の心臓を移植されて。
香の心臓を移植したことにより、「グラス・ハート」と呼ばれた彼女の心に変化が起き、感情が生まれた。そして暗殺から手を引き、組織と対立する意思を持つ。香の心臓を持つ事によって無意識の内に獠と接触し、スイーパーとして「シティーハンター」の世界に入っていく。

## 登場人物
テレビアニメ版『C.H.』に登場するキャラクターについては、基本的に同じ声優が担当している。

### シティーハンター
香瑩（シャンイン）
声 - 川崎真央（幼少期 - 金田朋子） / 高山みなみ（ドラマCD） / 五十嵐裕美（戦国大戦）
本作の主人公で獠と香の義娘（養女）。初期のころは15歳だが、第1シーズン終盤で19歳。元々は台湾マフィア「正道会」（チェンダオフェイ）のボス「李堅強」（リ・ジィエンチャン）の娘・李香瑩（リ・シャンイン）である。
2歳のころ、父の部下の謀反によって、母親と共に乗っていた車ごと海に沈められた。母親はその際に死亡、彼女も行方不明になるが、計略により殺し屋として育て上げられ、正道会の暗殺部隊「朱雀」に所属していた。コードネームは「グラス・ハート」。堅強は彼女の生存を信じていたものの、この陰謀については物語開始直前まで知らなかった。
度重なる暗殺命令によって次第に心を蝕まれ、最終的に飛び降り自殺を行い、心臓を鉄柵で刺し貫くが、マフィアが強奪した獠のパートナー、香の心臓を移植され一命を取り止める。心臓を移植されたことで香の心が宿り、後に獠と行動を共にすることになる。
ファルコン（海坊主）が「香瑩の戦闘能力は冴羽と同等。信頼性は比べるまでもなく香瑩」と評価している。獠はいざという時でも美女がいればちょっかいを出すので信頼性がないということ。
香瑩という名前は、実父・堅強の名付けによる本名だが、父であることを明かさない決意をした堅強に代わって、獠が身元を引き受ける際に新たに名づけた形となっている。その際は最愛のパートナーの名前から「香」、2人の大切な子供であることから、宝石のように美しく大切なものという意味で「瑩」と説明した。
初期はクールな性格であり、幼少のころから殺し屋として教育されたこともあり、ナイフで髪を切ったり、花に水を遣る意味が理解できなかったり、おしゃれを変装と思い込み着飾るのを拒絶したりなど、一般常識が欠落していた。シティーハンターとして初めての事件では、原因となる人物を狙撃して簡単に解決しようとする場面が見られたが、物語が進むにつれて移植した香の心臓の影響と、獠や冴子らとのふれあいの中で、徐々に明るい性格になり、周囲と過ごす内に一般常識も身に付ける。しかし、暗殺者特有の気質で、睡眠中も神経は研ぎ澄まされている。
7巻の途中からは獠の娘となって2年目を迎え、第2部的な展開となり、獠と共にシティーハンターとして行動する。また、それまでは日本語の喋り方がカタコトだったが（中国人風）、2年目からは一般的な日本人口調で会話するようになった。原作では獠や冴子からは「阿香」で呼ばれることが多い。
100tハンマーの使い手であるが、『C.H.』の香と共通なのはそれのみである。それでも獠の「もっこり」を抑え天誅を喰らわせる程の攻撃力を持ち、酷い時は馬鹿力で海坊主の店までボロボロにしたことがある（9巻）。コートの裏に多数の拳銃を隠し持っており、殺し屋の性か、危険を察知するとすぐ発砲してしまう（8巻）。使用拳銃はコルト・ガバメント。
獠を「獠爸爸」（りょうパーパ）、香を「香媽媽」（かおりマーマ）と呼んでいる。10巻では、香の姉である立木早百合のことを「早百合伯母」（さゆりイーマ）と呼んでいる。
隙の無さが欠点で周囲からは「冴子二世」と呼ばれ冴子本人もそれを認めている。香と同様に音痴である。信宏を仲間・家族という認識でしか見ていなかったが少しずつ変化しており、獠達と出会って5年目の2ndシーズンのコミックス第6巻で信宏が風俗に嵌まったと冗談で言った獠に激怒しハンマーをお見舞いした。獠もだが自身でもなぜ怒ったのか理解できておらず、意識の変化は微妙すぎて自覚できていない。2ndシーズン15巻の時点で堅強が実父だと知っており、親子の名乗りはしないまま「台湾のお父さん」と呼んでいた。
芸能スカウトから何度か声が掛かるなど、モデル体型のスタイルでかなりの美人。
冴羽獠（さえば りょう）
声 - 神谷明
『C.H.』に対して本作では、香瑩の義父としての役割が加わる。他は『C.H.』から引き続きプロの始末屋（スイーパー）「シティーハンター」で、使用拳銃もコルト・パイソンである。もっとも『C.H.』のころよりも容姿は老けて描かれており、腰痛（1巻）や老眼持ちであるなど、年齢を感じさせる描写がなされている。
頻度こそ減ってはいるものの、スケベぶりも相変わらずで『C.H.』同様美女を見ると「もっこり」する。その際は『C.H.』のころの香に代わって、香瑩から天誅を食らっている。
『C.H.』では、香に対する愛情表現は屈折しており、そっけない態度をとり続けていたが、本作では香が事故死する直前にプロポーズしていた。香瑩の中に意識として残っていた香が「香瑩は自分たちの娘だ」と言い、また香瑩の実父・李大人からの強い願いもあり、香瑩の父役を引き受けた。
香瑩の実父である堅強の死期が迫ったころ、偽親子関係と忌み嫌うカメレオンにより、香瑩が既に自力で実父の正体をつき止めていたことを知らされ、あまりにも彼女を子供扱いしすぎていた己自身を悔やむが、海坊主には「香瑩はお前が思っていた以上に大人になっていた。彼女の成長をもっと喜ぶべきだ」と諭される。
槇村香（まきむら かおり）
声 - 伊倉一恵
香瑩の事実上の義母。
『C.H.』のヒロインであったが、本作では車に轢かれそうになった幼児を庇って交通事故で脳死状態となり、彼女から摘出された心臓がマフィアによって強奪された所から始まる。本来は起こり得ないことであるが、心臓が移植された先の香瑩の中に意識として生き続けている。自分の心臓を受け継いだ香瑩を娘と思っており、獠と共に香瑩の義親となる。
『C.H.』では愛用の銃の照準が加工されていたため、銃弾が狙い通りに当たらないという設定だったが、本作では本当に射撃の腕が無い設定になっている。看護師をしており、獠とも患者として出会い香瑩同様名前のなかった獠に冴羽 獠の名前を付けている。
また、『C.H.』では1967年3月31日生まれという設定だったが、本作では2000年5月12日に28歳で死亡のため年齢設定が異なる。

### 喫茶キャッツアイ
ファルコン
声 - 玄田哲章
元傭兵・スイーパー。愛称は「海坊主」で、獠のほか、香瑩にも「海坊主さん」と呼ばれている。
失明したためにスイーパーを引退しているが腕は健在で、目が不自由とは思えない動きができる。現在は「COFFEE HOUSE CAT'S・EYE」のマスターである。盲目でも小銭や4種類の紙幣も区別できるなど、普段の生活に支障はない。物凄い怪力でバズーカを容易に2丁構え、バレットM82を片手で撃ち（14巻）、素手で（自分の店ではあるが）防弾ガラスにヒビを入れるほど凄まじい（17巻）。本人いわく、かつてアメリカ海兵隊に所属していた（17巻）。使用拳銃は『C.H.』と同じS&W M629（23巻）。
『C.H.』では傭兵時代、獠と敵対する部隊に所属し、エンジェルダストを投与された獠との戦闘が元で失明したことになっていたが、本作では同じ部隊の味方という設定で、失明の原因となる負傷も傭兵時代に獠を救出に向かった際に受けた爆弾による負傷が原因になっている（25巻）。なお、猫恐怖症であり、猫アレルギー。ミキの担任の女性教師・新藤や傭兵時代に愛し合った看護婦の弥生の娘にも愛されるなど、誤解されがちな中で真の価値を知った女性に想いを寄せられることが多々ある。
1stシーズンでは信宏に続き10巻【145話：暗闇に見えた夕日】からストリートチルドレンのミキを引き取り、一緒に生活を始める。心配性で子離れが難しい未来図が予想される親バカと化し、2ndシーズンで信宏がクラブ費を肩代わりした少年・三浦走（みうら かける）のために奔走していたことを知って号泣し、辞退しようとした走の母親にお互いの子供の笑顔のためにと獠と共に説得し陰ながら信宏を応援した。
『北条司漫画家25周年記念、自選イラストレーション100』での北条司のコメントによると、当作品での海坊主は日本人・伊集院隼人ではなくアフリカ系アメリカ人・ファルコンだということである。
劉信宏（リュウ シンホン）
声 - 鈴木千尋（幼少期 - 日比愛子）
正道会の戦闘部隊「青龍」（チンロン）の元隊員で、狙撃などを得意とする。腕は香瑩とほぼ互角であり、特に組み手などは一歩も引けをとらない。
香瑩とは訓練学校時代の友人であり、当時はお互いに番号で呼び合っていた。幹部の策略により、最終試験という名の殺し合いで香瑩に殺されかけたものの、致命傷寸前で香瑩がナイフを止めたために、意識を失い仮死状態となりながらも後に死体安置所で蘇生した。その後は「青龍」に配属となり、新宿の作戦では正道会の大ボス・李堅強の双子の弟である李謙徳を、部隊長・趙の命令で狙撃し殺害する。その後、張一味との激戦の最中に香瑩に再会した際、死を覚悟して自身の名を告げた。後に名前のことを問いつめられ、家族のことも自身の名前の記憶も無い彼女を気遣って同様に覚えていないと言った。
正道会系暴力団員・餅山の密告で、謙徳殺害の実行犯であることが堅強に知られ、堅強直轄の隠密部隊「玄武」（げんぶ）によって堅強の元へと連れて来られる。自身の覚悟をありのままに伝え、堅強から除隊を許されると同時に、香瑩を守るように命令される。その後は新宿に残り、「COFFEE HOUSE CAT'S・EYE」の住み込み店員となるとともに、スイーパーの手伝いをするようになる。ファルコンからコーヒーの淹れ方を叩き込まれており、27巻では「95点」と評価されている。初期のころから香瑩に比べて社会常識をわきまえていた上に日本語が流暢であったが、組織に所属していたころの習慣が抜け切れていない所もあり、周囲を呆れさせることもある。ゲームの世界に嵌まってゲームや神話などの雑学の知識が増えてゆき、それが殺人犯の手掛かりに繋がることもある。
「青龍」部隊の頃は誰よりも優秀な戦士であった一方で、心を閉ざした日々を過ごしていた。香瑩に新宿で再会した際には、これ以上暗殺をしたくないという心情を香瑩に明かすなど、かつての香瑩と同じ精神状態にあった。元々の性格は、直情径行で暴走しやすいという欠点を抱え、死に急ぐかのような側面があったが、物語が進むにつれ、次第に薄れて徐々に明るい性格になり、時には街中でもっこりするようにもなった。香瑩に対して恋心を抱いているが、彼女には仲間・家族としか思われていないと知ってショックを受け、恋人の座を目指し男性として認識して貰うべく日々努力を重ねる。獠を心の師と仰いでおり、また獠も弟分として認めている。ファルコンは理想の父親像であるため、ファルコンの養女であるミキとはお互いに兄妹だと思っている。アクション女優のジョイ・ロウに対しては、DVDや写真集、彼女関連の記事のスクラップをするなどの大ファンである。使用拳銃はベレッタM84（17巻）（アニメではベレッタ92）、G3A3狙撃仕様（こちらもアニメではPSG1狙撃銃）。香瑩を連れ去るかもしれない存在を敵視する癖がある。
2ndシーズン第7巻・第8巻では、彼の正道会以前のことが明かされる。幼少期、バイクをころがす駆け落ち夫婦の両親と2歳年下の妹の雅玲（ヤーリン）とバイク旅行中に事故に遭い、病院で目覚めるも家族の生死もわからないまま正道会に連れ去られる。この時に彼を連れ去ったのは、正道会のスカウトマンとしても活動していた青果店の店主だった。同シーズンでは似た生い立ちの末に絶命したある依頼主の事件を機に悪夢に苛まれるようになり、その後、妹によく似た女スリに遭遇し、彼女が妹と同じ名前であることも知る。香瑩に励まされ、妹かもしれないと考えた雅玲を捜すが、雅玲の口から彼の妹と両親は前述のバイク事故で亡くなったことと、雅玲が同名の父方の従妹であることを知る。
クリスマスイブにファルコンから喫茶キャッツアイを一人で店番することを命じられ、そこへ台湾の貿易会社社長（以下、社長）が来店する。社長の正体は、幼い信宏を正道会へと連れて行った青果店店主であり、正道会へスカウトするに至った真相を全て明かされたことで、自分が知らないうちに従妹・雅玲たちの役に立っていたということに安堵する。社長からは、台湾に戻って自分の会社で働かないかと誘われるがこれを断り、これからも新宿で生きていくことを改めて伝える。この一件を機に、悪夢にうなされることはなくなった。
元々は黒髪だったが、香瑩が獠の養女となって2年目には髪の毛を染めている。その後はずっとこの髪色だったが、2ndシーズン最終話では元の黒髪に戻している。また、香瑩との関係が進展したことを示唆するような場面が描かれている。
ミキ
声 - 小山茉美
関わる人々を幸せにする少女。18巻では小学1年生。
母親（サトちゃん）が数年前に病死した後はストリートチルドレンとして暮らしていたが、冴子との出会いをきっかけにファルコンに引き取られ、育てられることになる。父親はA国（アニメ版では「ダマナン王国」）国王で、サトちゃんとは新宿ゴールデン街の飲み屋ジョナサンで知り合った。しかし、DNA鑑定などの確証はない。また、女優ジョイは国王の毛髪を持っており、確認することはできたが、お風呂に入ったときに王家の紋章とも言われているアザを確認し国王の子供とジョイ自身は断定した。
絵本を読むのがとても上手い。不幸な人を見つけるのが特技で、そういった人を見つけると絵本を読み聞かせたくなる（19巻）。ファルコンの養子になるも一緒に暮らし始めたころは「おじさん」と呼んでいたが、バスジャック事件をきっかけにパパと呼ぶようになった。それ以前にもファルコンの優しさを感じ、「ファルコン」と呼ぶようになっている。
『C.H.』では元傭兵でファルコンのパートナー兼"CAT'S EYE"の女主人「美樹」である。

### 警察関係者
野上冴子（のがみ さえこ）
声 - 麻上洋子
『C.H.』では警視庁の刑事（階級は警部補）であったが、本作での階級は警視正で新宿西警察署長に出世している。未だ独身。仕事一筋で署員らには「鉄人」と言われている。
喫茶キャッツアイを訪れる機会は、『C.H.』の時よりも多い。陳（正道会の陳侍従長）に口説かれたが、30歳後半のために振られたことがある。年齢、誕生日など年に関わることを言われると怒る、また信宏に「おばさんは引っ込んでよ！」と言われた際も怒っていた。8巻では39歳である。ミキとの出会いにより、心の奥に思い描いていたのは「ベタな暖かい家庭（夫が獠、長女が香瑩、次女がミキのようなイメージ）」であると分かる。そしてミキの母親的存在となりミキに危険が迫っていると冷静さがなくなり、母親としての心や本音が出てくるようになる。
性格は前作とは変わっており、前作では自分の美に絶対の自信を持っていたが本作では年齢を気にしたりするなど前作程の自信家ではなくなっている描写がある。また、前作は獠を利用したり厄介ごとを持ち込んでくるなど狡賢い一面があって同時に茶目っ気があったが、本作ではそういった一面はなくなり、真面目で堅実な女性になっている。
使用拳銃はワルサーPPK（3巻）、グロック19（8巻）（ドラマ版は実際の日本の警察銃であるS&W M37）。
槇村秀幸（まきむら ひでゆき）
声 - 田中秀幸（青年期 - 千葉進歩）
獠の最初の相棒で、香の義兄。
『C.H.』では元刑事で、巨大麻薬シンジケートの日本進出に伴う事件に巻き込まれ、その組織の手によって殺されたという設定だったが、本作では刑事とシティーハンターの2足の草鞋を履いており、依頼で殺しに来た筈の獠が押しかけ相棒になった。
『C.H.』同様に正義感は強いが、感情的になりやすい部分が多くみられる。亡くなった父親は元刑事であり、ある誘拐事件で被害者の赤ん坊を救おうとして殉職したことが語られることや、父親の顔も描かれるなど、『C.H.』よりも彼の家族に関する過去がより詳細に語られている。また、元々は警察官志望ではなく、東大に合格できるほどの高い学力を持っていたにも関わらず、東大へは進まずに警察官になったことも明かされる。
冴子とは恋人関係であり、冴子につきまとっていた当時未成年の連続殺人犯・遠山一真を、自身が囮になる形で逮捕したが、その半年後に新宿中央公園と東京都庁舎を結ぶ陸橋の1つである虹の橋で、少年院を脱走した遠山の凶行に倒れ死亡する。婚約指輪を密かに購入するも、指輪を渡そうとしたレストランで、冴子に前述の刑事とシティーハンターの2足の草鞋を強く非難されたことがきっかけで激しい口論となってしまい、渡すことは出来ないままとなる。お互いに意地っ張りで素直になれないため、自分で自分の首を絞める結果になってしまった。
使用拳銃はニューナンブM60（ドラマ版は『C.H.』同様コルト・ローマン Mk-III）。

### 正道会(チェンダオフェイ)
陳（チン）
声 - 矢田耕司
李大人が弟・李謙徳に次いで信頼する侍従長。正道会の李大人直属の隠密部隊「玄武」の指揮官。
「青龍」部隊・張らの反逆を抑えた後は、暇をもらって海坊主の喫茶店の隣に中華料理店「玄武門」を開店し、獠・香瑩父娘の後見人的存在をしている。
店の料理は自ら調理しているが、評判は非常に良い。年のわりに耳が良く、女好きである。美人の前では、背筋が伸びて、杖なしで歩く。
アニメ版では19話まで訛りがなかったが、20話以降においてしゃべり口調に独特の訛りを使うように変更された。
李堅強（リ・ジィエンチャン）
声 - 有本欽隆（青年期 - 野島裕史） / 掛川裕彦（ドラマCD）
台湾マフィア正道会の正龍頭（大ボス）で香瑩の実父。周りからは身分の高い人という意味の「大人」 という称号をつけて「李大人（リ タイジン）」、もしくは「大老（ターラオ）」と呼ばれる。
香瑩の実の父親であるが、手下の謀反とはいえ娘を闇の世界へ引き込んでしまった責任から、実の父親であることを名乗らない決意をし、その意図を汲んだ獠に香瑩を託した（獠とは古くから互いに信頼し合う仲だった）。そうは言っても親馬鹿は抜けきらず、香瑩に恋人ができたと聞いてわざわざ台湾から極秘来日したほどである（9巻）。娘の成長に嬉しくもあり悲しくもある。
信宏は弟・謙徳を殺害した張本人であるが、それが張の命令であることと、香瑩を守るという覚悟を伝えられたことから、組織の命に背いて行動する信宏に「お前は今から、愛する者（香瑩）のために生きろ」と告げ、彼を許している。その一方、張に対しては事実上の粛清を告げて震え上がらせた。
2ndシーズンでは死期が迫っており、香瑩が20歳の誕生日を迎えた10月28日に再会を果たす。既に体は病魔に蝕まれていて陳を心配させたが、香瑩や獠の前では毅然とした態度で振舞う。獠から香瑩が生き急いでいることを伝えられ、別れ際には「人生で大切なのは『彩り』だ。『生』を見つめるか、『死』を見つめるかで彩りは変わる」ということを伝え、「『死』ごときに、人生を縛られるな」という言葉を香瑩に贈る。陳は最後まで共に行くことを伝えるが、それを断り「お前には、私がこの車に乗って去って行く姿を最後の私の姿として刻んで欲しい」と返し、長年自分に仕えてくれたことへの感謝を告げて去る。
彼の最期は明確には描かれなかったが、陳に別れを告げ、車の中で胸をおさえて苦しみながら「人生、悪くない…存外、悪くない…」と呟いた姿が最後となった。
使用拳銃はベレッタM84（3巻）。
李謙徳（リ・チィエンダァ）
声 - 有本欽隆（青年期 - 野島健児）
李堅強（以下、堅強）の双子の弟で香瑩の叔父。
兄の影武者を自ら進んで行い、その瓜二つの影武者振りは、正道会の新宿での子分に当たる餅山も全く気づかなかったほど。
39年前に堅強が一目惚れし、後に妻となった香瑩の実母との交際を仲立ちさせ実らせていく役も買って出た。新宿に堅強として極秘来日していたところを「青龍」指揮官・張の命を受けた信宏により、狙撃され死亡する（香瑩や信宏は部隊の末端で、信宏は組織の大ボス（謙徳＝堅強）だとは知らなかった）。
彼が香瑩に遺した遺産は台湾の国家予算1年分に匹敵する。堅強と同じく獠とは昔からの付き合いで、来日の際にはいつも獠と朝まで飲んでいた。
白蘭（パイラン）
声 - 岩男潤子
正道会の隠密単独部隊「白虎」の一員で、かつては「青龍」に所属しており、信宏に好意を寄せていた。
「青龍」部隊に在籍時、新宿の作戦が司令官の張と部隊長の趙の独断による反逆行為だったこと、「玄武」によって部隊全員が粛清され全滅したことを聞かされ、信宏も死亡したと思い大きなショックを受ける。その後は「青龍」部隊の規模縮小に伴い、「白虎」に転属となる。それから2年後に新宿で信宏を偶然見かけ、喫茶キャッツアイを訪れ彼と再会する。
信宏と再会した時の彼女は、正道会と対立する暴力団・隼鷹会の幹部である早川俊輔を暗殺するための手引きという活動を行っていた。2年前に事故死した早川の娘・奈緒に生き写しであり、任務を遂行するうちに彼との間には親子のような関係が芽生えていた。そのために、任務と早川への愛情との板挟みに苦しむようになる。また、「白虎」での任務で精神的に疲弊していたため、自死を願うようになっていたなど、かつての香瑩や信宏と似た精神状態にあった。
早川の暗殺決行日、彼が所有する箱根の別荘で「朱雀」の殺し屋による、部下の暗殺と火炎弾による別荘爆破を目の当たりにする。炎に包まれた別荘に飛び込み、早川を助けようとするが、早川から自分は白血病で先が長くないこと、彼女がスパイであることも知っていたと聞かされる。早川から「私の命を受け継ぎ、未来を生きろ」と、亡き娘に渡すはずだった指輪を託され、早川の思いを知って初めて彼を「爸爸」と呼ぶ。早川から「我が娘よ、その指輪は私だ！私はいつまでも、お前と共にある！」という最期のメッセージを送られ、あとから駆け付けた獠、香瑩、信宏によって救助される。
その後、公式には「死亡」扱いとなり、生前の早川が愛したフィリピン群島の小さな島へと移住し、島の学校の教師となる。信宏に宛てた手紙の中で、移住してしばらくは抜け殻のようだったが、この島の自然や人々の笑顔に癒されているということを伝え、追伸では香瑩との恋が実るよう、信宏へのエールを送っている。
「朱雀」の暗殺者
声 - 中尾隆聖
「朱雀」の殺し屋で、名前は不明。かつて隼鷹会の早川によって正道会の幹部3名が殺害されており、その命日に白蘭の手引きで、箱根の別荘に着いた早川の部下たちを襲撃後、別荘に仕掛けた火炎弾を爆発させる。白蘭に「これで我々の復讐は果たせた。よくやった」と告げるも、その白蘭の銃撃に倒れ死亡する。
張（チョウ）
声 - 檜山修之
「正道会」の「青龍部隊」を指揮する司令官で、李大人の側近を務める。スキンヘッドに鋭い眼光が特徴。
実は彼こそが、13年前に香瑩の母を死に至らしめ、香瑩が暗殺者として養育されるきっかけを作った元凶であった。香瑩が自殺を図り、心臓移植手術からの長い眠りを経て新宿へ向かったことを知り、香瑩と獠、更には李大人をも葬り去ることで新宿と正道会を我が物にしようと企む。
新宿へ到着後、「青龍」部隊を本部の許可なく独断で動かし、新宿のホテルの一室に到着後、部隊長である趙を通して信宏に李大人（の影武者である謙徳）を殺害させる。また、その場に居合わせた餅山を敢えて殺さず、「李大人がグラス・ハート（香瑩）に狙撃された」という情報を広める「スピーカー」の役割を担わせる。これによって、香瑩は「青龍」部隊に追われる身となり、獠、ファルコンたちと「青龍」部隊の対決という、新宿を巻き込んだ大抗争へと繋がってしまう。しかし、餅山を「スピーカー」役として生かしておいたことが仇となり、彼の密告によって本物の李大人（堅強）に影武者である謙徳が信宏に殺害されたことが伝えられた上、その指示が自身によるもの、更には13年前の陰謀もすべて堅強の知るところとなる。
その後、堅強によって青龍部隊が「玄武」によって全滅したことを伝えられ、全ての企みが暴かれたことも告げられる。その上で「お前の犯した罪は、お前の命をもって贖え！」と死刑宣告を受けて恐慌状態となり、滞在先のホテルを急いで脱出しようとするが、獠のスナイパーライフルで額を撃ち抜かれて死亡した。なお、信宏も彼を殺そうとしていたが、こちらは陳により阻止されている。
趙（チャオ）
声 - 中田譲治
「青龍」の部隊長。張の指揮の下、香瑩と獠を抹殺するために新宿で抗争を起こす。獠たちの抵抗により、部隊のほとんどが戦闘不能になると、手当たり次第に民間人を虐殺するよう命令を下すが、これも獠たちの抵抗により阻止される。激しい銃撃戦を繰り広げる中、抗争を終結させるために送り込まれた堅強直轄の「玄武」によって部隊は粛清され、彼自身も「玄武」の隊員によって首を絞められ殺害される。この後、「青龍」は精鋭のみを残して部隊の規模が大幅に縮小されることとなった。
林忠（リンジョン）
「正道会」における李大人直属の隠密部隊「玄武」のサブチーフで、元々は「白虎」の一員であった。
「白虎」での22年に渡る任務を経て「玄武」へと転属になるが、「白虎」時代に東京で一人の女性と恋に落ち、その女性との間には一人娘が産まれる。「玄武」転属の報せを上司から告げられた際、妻子を持っていることも既に知られており、上司からは「君の身に何があっても、君の奥さんと娘さんは組織の保護プログラムを適用させ、必ず守る」と伝えられ、自分が組織の提案を受け入れなければ妻子に危険が及ぶと判断し、苦渋の決断をもって妻子と別れることを決意する。この後に正式に「玄武」の一員となり、妻子には「海外出張中に事故で亡くなった」と伝えられることとなった。
その後は「玄武」の一員として組織のために忠実に任務を果たしていたが、長年の心労によって心臓がかなり悪くなっており、余命1か月も持たないことがドクの診断で明らかとなる。「死ぬ前に家族と再会したい」という依頼を獠と香瑩に行い、上司である陳にも「ロスタイム」と称して「玄武」を離れることを許される。獠たちの調査により、妻は7年前に癌で亡くなったこと、娘は天心教会のシスターになっていたことを知り、素性を隠して会いに向かう。家族への負い目もあり、名乗り出ることができずにいたが、獠の計らいもあってついに父と娘としての再会を果たし、それから3週間後に息を引き取る。2ndシーズン5巻の表紙カバーにある陳の語りでは、「今は亡きサブチーフの林忠は、最高の形で人生を終えることができた」「玄武のメンバーは皆、そのことに涙した」と、香瑩と獠が尽力してくれたことへの深い感謝が述べられている。

### 香瑩、獠たちの関係者
楊芳玉（ヤン ファンユイ）
声 - 緒方恵美
獠の傭兵時代の昔馴染み。スタイル抜群の美人。
黒豹部隊を率い、自身も女豹と呼ばれている隻眼の傭兵だが、一方で各地の戦災孤児を引き取り育てており、子供達の母親としての一面を持つ。強引かつ豪快な性格で何か事を成すときは誘拐・破壊活動など破天荒な行動を起こし、幾つもの国で指名手配されている。女性らしい部分もあり、おだてやクサイ台詞に乗りやすい。料理が上手。老眼により精密な狙撃が出来なくなり悩むが、開き直り「数打ちゃ当たる」という考え方に変えた。使用拳銃はFN ブローニング・ハイパワー。
傭兵時代に、撤退中に獠からプロポーズされて運命の人と決めた。しかし、獠をめぐって香と酒の飲み比べの勝負に負けたため、獠を諦める。その代わりに、獠に自身の誕生日である12月25日のクリスマスに祝いのメールを送るよう約束させた。獠は1回目はフライング、2回目でタイムオーバーして強制的に1週間の新婚生活をさせられたのだが、結局は数日も保たなかった。いつかは獠と結婚しようと企んでいた。
冴子とは獠を巡っての恋敵である。しかし「獠は香を未だに思い続けて、冴子は獠を好きだが香に遠慮している」と見ている。かなりの酒豪で対抗できるのは香であり、香とは酒を酌み交わす仲であった。香には負けたが、獠・ファルコン・信宏を二日酔いで楽々と潰す。
何処の国でも風俗店（彼女自身が近づきたくない場所）をはしごして性欲を満たしている一流のプロを自称する傭兵隊長のマックスは同僚であるが、一方的に確執を持たれている。しかし、彼女は「二流のアホ」と呆れて迷惑なヤツとしか思っておらず、昔から何かと対決姿勢を面倒ながらも持たざるを得なくなっている。
2ndシーズン第1巻で、実の息子がいることが判明した。名は「洸（ファン）」という。父親は獠ではなく、元婚約者で戦場カメラマンをしていた笈川康幸。激戦で傷を負ったため、負担にすまいと別れの手紙を送った直後に妊娠に気づいた。自身が育てて日本で堀田夫妻の養女になった戦災孤児の1人であるスゥチンの結婚式に参列した隙にマリアナ諸島の小島に漂泊中のワクチン研究プラント船をT国にシージャックされ、人質交換に狙ったマオが香瑩に想いを寄せて同居する羽目になった。そのマオに香と間違われて「お母様」と呼ばれていたが、彼に協力してT国を改善しようと激しい戦いを繰り広げ、2ndシーズン15巻で子供達を大切に思っているという共通項で心の距離が縮まり、男と女として愛し合うようになったマオと婚約した。婚約とその相手がマオという2重の爆弾投下で周囲にショックを与える。日本の教会でウェディングドレスを纏って挙式し、黒豹部隊を率いて国家主席である夫マオを生涯守り続けるのが国家主席の妻の役割だと香瑩に告げた。
ドク
声 - 島田敏
花園診療所の経営者にして医師。老齢であり、本名は不明で「ドク」の通称で呼ばれている。
香瑩の健康管理を指導している他、ミキがひき逃げ事故にあった時も手当てと治療を担当した。また、獠の健康診断を受け持った際も努力性肺活量が8700もあることに対して「人間か?」と疑問を持っただけでなく、レントゲン写真を見た時も「もっこり」が写っていたことに呆れて「やるだけ無駄だ」と発言していた。
過去には看護学生の時代から香は彼の元で働いており、シティーハンターの活動にも秀幸の生前時から色々と協力している。
智（とも）
声 - 雪野梨沙
花園診療所の看護師。本名は不明で「智ちゃん」の愛称で呼ばれている。
獠のもっこりの対象で特にお尻を狙われている。しかし、香瑩（香そのもの）から獠は花瓶で天誅を食らっている他、レントゲン写真に写ったときもドクからゲンコツを食らっていた。また、香瑩が「獠がいつ死ぬか?」と尋ねられたときも呆れ果てていた。
餅山秀夫（もちやま ひでお）
声 - 龍田直樹
正道会系列の暴力団の下っ端。
小太りの男であり、香瑩からは「マヌケなヤクザ」「全然ハードじゃない」といわれているほか、陳からも「コイツは裏事情を色々と知りすぎている」と目を付けられている。青龍の張に利用されたり、銃撃戦から逃げてきたりして獠達からも呆れられている。中華料理店「玄武門」で組長の根堀と来店したときも手痛い目に遭っている、福留兄弟の逃走にも無理矢理協力させられていた。
立木早百合（たちき さゆり）
声 - 潘恵子
香の生き別れた2歳年上の実の姉で、ニューヨークでニュース雑誌の編集長を務めている。4歳の時に両親が離婚し、自身は母親に引き取られ、当時2歳だった香は父親に引き取られる。それ以降、自分には妹はいないと母親から聞かされていたが、半年前に母親が亡くなった際に妹がいたことを打ち明けられる。
新宿駅の伝言板に「妹を捜して」と依頼する。その後に喫茶キャッツアイを訪れ、獠から香が3年前に事故で亡くなったと聞かされた上、義娘である香瑩に香の心臓が移植されたことや、香瑩が3年前まで暗殺者であったことも知り、大きな衝撃を受ける。初めは獠と香瑩の仕事の内容を見せられたために、特に獠には懐疑的な姿勢を見せていた。
獠のもとで一週間滞在し、生前の香が幸せだったのかを確かめようとする。香瑩と交流を続ける中で「早百合伯母」（さゆりイーマ）」と呼ばれるようになり、彼女も香瑩を「阿香（アシャン）」と呼ぶ。香瑩に自分と一緒にニューヨークで暮らさないかと話を持ち掛けるが、香瑩の中にいる香に「新宿にいることが私のすべて。だから私は、何があっても新宿を離れない」という意志を告げられたこと、香瑩と一緒に寝た際に香が見せた夢や、香と交流のあった新宿の人々の話から、香が幸せな人生を送っていたということを知り、香瑩を連れていくことを断念する。同時に獠に対する認識も改め、「あなたのおかげで、香は私と比べ物にならないくらいの幸せな人生を送れた」「あなたは、香をいつだって守ってくれた」という感謝を伝える。彼女自身も獠や香の人生に少なからず影響を受け、それまでの勤勉さを絵に描いたような生き方を変えて、もっと自由に生きることを決意する。また、彼女を追って日本へやって来たアメリカ人と結婚する決意を固め、彼と共にアメリカへと戻った。
北条は、多くの読者が『A.H.』を『C.H.』の「続編」と思っていたため、「続編ではない」ということをはっきりさせるためにこのエピソードを描いたとインタビューで明かしている。ロングヘアだった『C.H.』の立木さゆりと違い、本作での彼女の髪型はショートヘアで、ファルコンは「香と似た気を持つ人物」と評していた。『C.H.』のさゆりと同じく、獠にハンマー攻撃をお見舞いする場面も描かれている。この他、酔いつぶれた彼女が獠に背負われ、獠の背中に安心感を感じるという、『C.H.』後期で描かれた高校時代の香が獠に背負われるシーンのオマージュのような場面も存在する。
笠井弥生（かさい やよい）
旧姓は「君塚（きみづか）」。ファルコンが傭兵時代に、トゥクレェク戦線の野戦キャンプで赤十字の医療ボランティアに携わっていた看護師。ここでは、ファルコンとの運命的な出会いや、獠との下着を巡る攻防を演じた。その後、同じ部隊の軍医を務めていた笠井と結婚、帰国後は無医村医療に従事し、娘の葉月が誕生するなど幸せな家庭を築いたが、飛行機事故により夫と共に亡くなる。死後、遺言に従う形で二人の遺灰は葉月と彼女の祖父（父方の祖父）によって故郷の海に撒かれることとなった。
笠井葉月（かさい はづき）
君塚（笠井）弥生の娘で、母と同じく看護師の道を歩む。顔と声が母とよく似ている。
信宏が設定した合コンでファルコンと出会い、後に母の遺品であるファルコンのドッグタグを本人に返そうと尋ねてきた（26巻）。ファルコンに、トゥクレェク戦線後の母について話し、ファルコンはここで初めて弥生が戦火を生き延びていたことを知る。後にファルコンに恋愛感情を抱き告白。キャッツアイに頻繁に出入りするようになる。前述の両親が亡くなった飛行機事故の唯一の生存者であり、ドッグタグがお守り代わりになったことをファルコンに話す。ファルコンからは「このドッグタグは受け取れない。これはもう、君たち家族のものだ。君がこれからもお守り代わりに持っていてくれ」と託される。
ミキには「葉月お姉ちゃん」と呼ばれており、自分の母親になって欲しいと思われている。2ndシーズン最終話では、喫茶キャッツアイでファルコンに花を贈る場面が描かれており、ミキは二人の結婚する姿を思い描いていた。

### その他、敵役や依頼人など
遠山一真（とおやま かずま）
未成年の時に冴子をストーキングしていた連続殺人犯。両親は世界中を飛び回る古美術商で、経済的には困らないながらも一人きりで毎日を過ごすという孤独な境遇の中にいた。冴子の最初のお見合いの席で、そのお見合い相手を手にかけて以降、主に風俗関係の女性を予告する形で次々と殺害した。しかし、槇村を予告して殺害しようとしたことが仇となり、獠と槇村によって捕らえられ、少年院に護送される。
半年後に少年院を脱獄し、虹の橋で槇村を殺害して以降は消息不明となっていたが、「石田直純（いしだ なおずみ）」と名前を変え、ゲームクリエイターとなっていた。さらに、末期の肝硬変で自分の命が長くないことを知り、冴子に自分を殺させるように仕向け、自身が働いていたゲーム会社の爆破など複数の犯罪を引き起こした後、虹の橋で再び冴子と対峙する。自分を殺すように冴子を挑発するが、その直後に肝硬変による静脈瘤の破裂で大量出血と激痛に苦しみ、最後は獠のスナイパーライフルで額を撃ち抜かれ、安らかな表情を浮かべながら冴子への感謝を伝えて息を引き取った。
カメレオン
謎の人物で変装の名人。性別は男だが普段は女装しており、かなりのイケメン好き。
学校麻薬汚染事件で香瑩と一戦交えた後、香瑩に興味を示し仲間に引き込もうとする。「香瑩を殺せば、香瑩と香の2人を殺すことが出来る」などの発言から獠と海坊主の怒りを買って生命の危機に陥るが、その場にミキが現れ事なきを得る。
その後はその恨みも加わり、あの手この手で香瑩達を掻き回そうとしてくるが、第28巻では前述のことが弱みとなり、獠の依頼を引き受けた。下戸で全く酒が飲めず､普段でも酒代わりにトマトジュース（2ndシーズン第5巻）やジンジャーエール（2ndシーズン第10巻）を飲んでいる。
最終エピソードでは、香瑩にT国の国家主席夫妻暗殺を通告するが、空港で香瑩の姿に扮してマオを狙った銃弾に貫かれ、直後に本物の香瑩が駆けつけたことで変装が皆の知るところとなる。暗殺依頼を引き受けたというのは嘘で、香瑩が凶弾に倒れ命を落とす姿を見せることで、獠たちに深い絶望を与えたかったと言い放つ。全てを打ち明けた後、獠に自分に怒りと憎しみをぶつけるよう執拗に挑発するが、獠には怒りをぶつけられることはなく、香瑩には「それが、あなたの歪んだ愛の形なの？」と尋ねられる。香瑩が自身に真っ直ぐな眼差しを向けながら、「可哀想な人…」と呟き涙を流す姿を見て激しく動揺し、重傷の身のままでマオと芳玉をチャーター機の前に乗せて来た車を奪って逃亡を図るも、車は空港の敷地内で激突事故を起こす。車内にはおびただしい血痕が残っていたが、姿はなく消息不明となった。
獠と海坊主の怒りを買った一件では、学校麻薬汚染事件で亡くなった女子学生の身内と偽り、潘玉玲（はん ぎょくれい）と名乗っていたため、獠には「ふざけた名前を、堂々と名乗ったもんだ」と評されていた。
吉行淳（よしゆき じゅん）
2ndシーズン第7巻で、スーツケース型核爆弾で新宿区民32万人強を人質にシティーハンターに人捜しを依頼した人物。
愛称は「ノスケ」だが、小3の時にクレヨン画には「あつし」と書いた。
始終丁寧な口調で一人称は「私」だが、旧友達に対しては「俺」でくだけた物言いである。淳に"之助"を付ければ「吉行淳之助」になるなという担任の一言が原因で「ノスケ」と呼ばれ続け、必死にちゃんと名前で呼べと抗議したものの20年経っても「ノスケcall」は不滅だった。廃校になった母校での20年後の同窓会を約束した小学生時代の旧友3名（関口隆幸、栗山加奈子（旧姓：西村）、池谷潤一）と恩師の塚本浩太郎に会いたいと願ってG県の山中にある「下谷町立西南小学校」に彼らを集めて欲しいとシティーハンターに依頼し、スマホのテレビ電話越しによる同窓会を実現させた。
小学校が廃校になり関口と共に地元のG県の中学に進学したが、2学期に父親の転勤に伴って東京の中学に転校し、工学者だった父親の勤務先の大手企業が防衛庁にも関与していたことから某国により一家丸ごと拉致されてしまう。両親の命を盾に工作員に仕立て上げられて数々のテロに手を染めたが、核爆弾テロを命じられた瞬間、彼の中で何かが壊れ、気がつけば二つのスーツケース型核爆弾を手に逃亡し組織に追われる身となった。同窓生が母校に集められる最中にも追手は迫り、自身のクレヨン画を海に流して欲しいと言い残し、夜明けの海辺で組織の追手により処刑された。
自身では知らないことだが、似た生い立ちの信宏の心に大きな衝撃を与えた。
雅玲（ヤーリン）
愛称は「阿雅（アーヤ。ヤーちゃんの意味）」で、出身は台湾の九份。信宏の妹に瓜二つであるばかりか同名であるため、妹かもしれないと捜し求めた彼と香瑩らに保護された。
正体は信宏の従妹で、ある組織に日本での仕事を世話すると騙されたことを告白した。信宏に会ったことはなかったが、父親から結婚を反対された叔父夫婦（信宏の両親）が台北に駆け落ちしたことや、叔父夫婦が信宏と妹を授かったことまでは聞いていた。バイク事故で信宏を除く3人が亡くなり、知らずに同じ名を娘につけていたことを台北の警察からの報で知った後、親や親族と同じ名や漢字を使うのはタブーだとする台湾の迷信により、周囲に"死神"と呼ばれ傷ついていたため、信宏に自分が従妹であることを打ち明けた時にも、両親は迷信だと必死に庇ってくれたものの、「あなたの家族は、あたしのせいで死んだ」「自分への罰は今も続いている」という罪悪感に苛まれた苦しい思いを明かす。しかし、信宏には「君は俺の敵じゃない。君に会えたことは奇跡だ。妹に似た従妹の君に会えて俺は嬉しい」と声を掛けられる。
彼女を含めた4人の外国籍の少女を騙した組織を獠たちが叩き潰した後、故郷の台湾で元「正道会」スカウトマンでもあった貿易会社の社長に引き取られ、彼の経営する会社で働くことになったことを信宏に手紙で伝えている。手紙では信宏たちへの感謝を綴り、追伸には「今度会った時は、信宏さんのことをお兄ちゃんと呼んでもいいですか？」とも綴っている。
クワン・マオ
1stシーズン19巻で芳玉が誘拐しようとしたT国の皇太子。裏で世界の麻薬密売市場を牛耳るT国の国家主席クワン・イルマの長男。
香瑩が足腰立たない程に叩きのめしても動ける驚異的タフさ。母親は暗殺者の銃撃から自分を庇って絶命しており、また毒殺を回避すべく1人で食事しており「家族の食卓」というものを知らずにいた。亡くなった母以外の親兄弟を「あんなのは、家族だなんて思っていない」と強い嫌悪感を抱いており、特に国家主席であるイルマを「馬鹿親父」と強く嫌っている。
芳玉が自身を誘拐した理由がプラント船と博士らの奪還だと知り、命令して解放させた。暗殺を企む敵の襲撃を受けた際、ワクチン奪還失敗の報に父イルマが心臓発作で倒れて危篤状態だと芳玉に知らされ、故国を救う絶好の好機の到来を機に想いを寄せる香瑩を花嫁として迎えるべく、また、ミキを招待できるような故国にすべく内戦に身を投じた。しかし、いつしか芳玉と愛し合うようになり、状況を打開すべく使者として敵の元に訪れて足を失って義足となりながらもT国の新政権の国家主席に就任して再来日した。香瑩に結婚指輪を見立てて貰い、芳玉に改めて想いを告げる。挙式後、ビジネスチャーター便で直行で帰国することになる。

## ゲストキャラクター
195話に『レストアガレージ251車屋夢次郎』の主人公・里見夢次郎がモブキャラクターとして登場した。また、131話に『キャッツ♥アイ』に登場した「ねずみ」こと神谷真人が、銀行強盗犯としてニュースで取り上げられているシーンがある。その他、『C.H.』や本作の脇役となっているカラスが登場している。

## 書誌情報

### 単行本
- 北条司『エンジェル・ハート』新潮社〈BUNCH COMICS〉、全33巻
  1. 2001年10月15日発行、ISBN 4-10-771001-7
  2. 2001年12月15日発行、ISBN 4-10-771012-2
  3. 2002年3月15日発行、ISBN 4-10-771026-2
  4. 2002年7月15日発行、ISBN 4-10-771045-9
  5. 2002年11月15日発行、ISBN 4-10-771065-3
  6. 2003年3月15日発行、ISBN 4-10-771080-7
  7. 2003年6月15日発行、ISBN 4-10-771096-3
  8. 2003年9月15日発行、ISBN 4-10-771113-7
  9. 2003年12月15日発行、ISBN 4-10-771125-0
  10. 2004年3月15日発行、ISBN 4-10-771139-0
  11. 2004年6月15日発行、ISBN 4-10-771154-4
  12. 2004年9月15日発行、ISBN 4-10-771173-0
  13. 2004年11月15日発行、ISBN 4-10-771184-6
  14. 2005年2月15日発行、ISBN 4-10-771200-1
  15. 2005年6月15日発行、ISBN 4-10-771220-6
  16. 2005年9月15日発行、ISBN 4-10-771236-2
  17. 2005年12月15日発行、ISBN 4-10-771252-4
  18. 2006年3月15日発行、ISBN 4-10-771267-2
  19. 2006年6月15日発行、ISBN 4-10-771277-X
  20. 2006年9月15日発行、ISBN 4-10-771295-8
  21. 2007年1月15日発行、ISBN 978-4-10-771313-1
    - 「限定版」2007年1月15日発行、ISBN 978-4-10-771308-7

  22. 2007年5月15日発行、ISBN 978-4-10-771334-6
  23. 2007年8月15日発行、ISBN 978-4-10-771350-6
  24. 2007年11月15日発行、ISBN 978-4-10-771367-4
  25. 2008年2月15日発行、ISBN 978-4-10-771381-0
  26. 2008年5月15日発行、ISBN 978-4-10-771397-1
  27. 2008年9月15日発行、ISBN 978-4-10-771420-6
  28. 2008年12月15日発行、ISBN 978-4-10-771444-2
  29. 2009年3月15日発行、ISBN 978-4-10-771468-8
  30. 2009年7月15日発行、ISBN 978-4-10-771496-1
  31. 2009年11月15日発行、ISBN 978-4-10-771530-2
  32. 2010年3月15日発行、ISBN 978-4-10-771554-8
  33. 2010年9月15日発行、ISBN 978-4-10-771588-3

- 北条司『エンジェル・ハート 2ndシーズン』ノース・スターズ・ピクチャーズ〈ZENON COMICS〉、全16巻
  1. 2011年3月22日発行、ISBN 978-4-19-980001-6
  2. 2011年9月20日発行、ISBN 978-4-19-980035-1
  3. 2012年3月19日発行、ISBN 978-4-19-980069-6
  4. 2012年8月20日発行、ISBN 978-4-19-980100-6
  5. 2013年1月20日発行、ISBN 978-4-19-980130-3
  6. 2013年6月20日発行、ISBN 978-4-19-980148-8
  7. 2013年11月20日発行、ISBN 978-4-19-980170-9
  8. 2014年3月20日発行、ISBN 978-4-19-980197-6
  9. 2014年9月20日発行、ISBN 978-4-19-980232-4
  10. 2015年2月20日発行、ISBN 978-4-19-980256-0
  11. 2015年7月18日発行、ISBN 978-4-19-980280-5
  12. 2015年10月20日発行、ISBN 978-4-19-980300-0
  13. 2016年4月20日発行、ISBN 978-4-19-980341-3
  14. 2016年9月20日発行、ISBN 978-4-19-980365-9
  15. 2017年2月20日発行、ISBN 978-4-19-980393-2
  16. 2017年7月20日発行、ISBN 978-4-19-980430-4

### 小説版
- 『小説 エンジェル・ハート ~消えた心臓~』〈ZENON NOVELS〉　2017年8月19日発行、ISBN 978-4-19-864469-7
- 著者は仲野ワタリで、カバーイラストは北条による書き下ろし。本作は香の事故死から5年後を描いた完全オリジナルストーリーであり、麻酔科医・桜田真由子の視点で物語が進む。

### 関連書籍
- 「公式ガイドブック」2008年5月25日発行、ISBN 978-4-10-771398-8

## テレビアニメ
2005年10月から2006年9月まで、よみうりテレビ、日本テレビ系の一部の局（系列局では1週間 - 2クールの遅れ放送）で放送。CS放送「キッズステーション」でも2クール遅れで放送された。
事実上の前作である『C.H.』の、『シティーハンター91』以来（シリーズ全体としては、1999年4月23日放送のテレビスペシャル第3弾『シティーハンターSP緊急生中継!? 凶悪犯冴羽獠の最期』）のアニメ化作品である。
当初は2005年4月に開始予定であったが、放送スケジュールの都合により半年間延期され、同年10月からの放送となった。制作会社は、『C.H.』を制作したサンライズからアニメ版『キャッツ・アイ』を制作したトムス・エンタテインメントに変更になったが、プロデューサーの諏訪道彦と声優陣は『C.H.』から引き続き担当している。また音楽担当の岩崎琢と音響監督の長崎行男は14年後に公開された『C.H.』のアニメ映画である『劇場版シティーハンター 〈新宿プライベート・アイズ〉』、2023年の『劇場版シティーハンター 天使の涙（エンジェルダスト）』でも続投している。
全50話のうち、第13話まではプロローグと位置付けられ、暗殺者グラス・ハートが香瑩になるまでが語られた。その後の内容は、原作の第18巻までの内容とほぼ合致する。香瑩役の声優は、応募3,000人からオーディションで選ばれた川崎真央が務めた。
原作では「パラレルワールド」と称している『C.H.』との関係は、アニメでは「アナザーストーリー」と称している（事前番組(#0)より）。
アニメでは原作のギャグの大半（特にハンマー、カラス、極楽トンボ）はカットされていたが、総作画監督が第39話以降に青野厚司へ交代してからはギャグシーンが多くなった。また、神谷明と内海賢二が共演した第42話では、2人がそれぞれ『北斗の拳』のケンシロウ役、ラオウ役であることから、双方がアドリブで互いの台詞「我が生涯に一片の悔い無し」「お前はもう死んでいる」を言い合うというお遊びも盛り込まれた。
アニメ版『C.H.』ではアニメオリジナルエピソードも多く制作されたが、本作ではアニメオリジナルエピソードは制作されず、若干の追加シーンを除けば第24話にそれまでの総集編的な話を入れただけである。

### スタッフ
（出典）
- 原作 - 北条司
- 監督 - 平野俊貴
- シリーズ構成 - 植竹須美男
- キャラクターデザイン・総作画監督 - 西城隆詞（1 - 24話）→青野厚司（11 - 50話）
- 美術監督 - 佐藤ヒロム、本田修
- 色彩設計 - 小林美代子
- 撮影監督 - 桑良人
- 編集 - 田熊純
- 音楽 - 岩崎琢
- 音響監督 - 長崎行男
- 音響効果 - 佐々木純一（アニメサウンドプロダクション）
- 録音制作 - AUDIO PLANNING U
- 音楽制作・協力 - ソニーミュージックエンタテインメント、ANIPLEX、読売テレビエンタープライズ
- 編集 - 田熊純
- チーフプロデューサー - 諏訪道彦、吉岡昌仁、植田益朗
- プロデューサー - 北田修一、西村政行、高橋優
- 製作 - エンジェル・ハート製作委員会（よみうりテレビ、トムス・エンタテインメント、アニプレックス、読売テレビエンタープライズ）

### 主題歌
第1話はオープニングテーマ、エンディングテーマ共にサウンドトラックの曲が使われた。

#### オープニングテーマ
「虚ろな心」（第1話）
作曲 - 岩崎琢
「Finally」（第2話 - 第24話）
作詞 - 藤林聖子 / 作曲 - 森元康介 / 編曲 - Takuya Harada / 歌 - Sowelu
「Lion」（第25話 - 第38話）
作詞 - 松井五郎 / 作曲・歌 - 玉置浩二
「Battlefield of Love」（第39話 - 最終話）
作詞・作曲・歌 - 伊沢麻未 / 編曲 - DJ CLAZZIQUAI

#### エンディングテーマ
「虚ろな心」（第1話）
作曲 - 岩崎琢
「誰かが君を想ってる」（第2話 - 第12話、第14話 - 第19話、第24話、最終話）
作詞・歌 - Skoop On Somebody / 作曲・編曲 - 土肥真生 + SOS
「Daydream Tripper」（第13話、第20話 - 第23話）
作詞 - 森雪之丞 / 作曲 - 石井妥師 / 編曲 - 土橋安騎夫 & 石井妥師 / 歌 - U WAVE
「My Destiny」（第25話 - 第41話）
作詞・作曲・編曲・歌 - カノン
「哀しみのAngel」（第42話 - 第46話）
作詞 - Satomi / 作曲 - 羽場仁志 / 編曲 - 水島康貴 / 歌 - 稲垣潤一
「FEEL ME」（第47話 - 第49話）
作詞・作曲 - 中西圭三 / 編曲 -上野圭市 / 歌 - 中西圭三

### 挿入歌
「Wings of Love」（第12話）
作詞 - MAYUMI / 作曲 - 松本俊明 / 編曲 - TOKU、フェビアン・レザ・パネ / 歌 - TOKU
「Rebirth」（第12話）
作詞 - 安岡優 / 作曲 - 北山陽一、多胡淳 / 編曲 - 多胡淳、北山陽一   / 歌 - kitago-yama
「Gloria」（第16話）
作詞・作曲・歌 - カノン / 編曲・プロデュース - 大谷幸
「Guardian Star」（第24話）
作詞・作曲・編曲・歌 - 尾崎亜美
「そばに」（第36話）
作詞 - 笛田彰葉 / 作曲 - 西岡和哉 / 編曲 - 鈴木正人 / 歌 - 牧伊織

### 各話リスト
| 話数 | サブタイトル                         | 脚本              | 絵コンテ            | 演出              | 作画監督                            |
| ---- | ------------------------------------ | ----------------- | ------------------- | ----------------- | ----------------------------------- |
| 1    | ガラスの心臓 -グラス・ハート-        | 植竹須美男        | 平野俊貴            | 岩永彰            | 松田芳明                            |
| 2    | 香が帰ってきた                       | 植竹須美男        | 岩永彰              | 萩原露光          | 菅原浩喜                            |
| 3    | XYZの街                              | 佐藤勝一          | 早見淳              | みくりや恭輔      | 桜井木ノ実                          |
| 4    | さまようHEART                        | 山田靖智          | 松本佳久            | 堀内直樹          | 松田芳明                            |
| 5    | 永別（さよなら）…カオリ              | 滝晃一            | 影山楙倫            | まつもとよしひさ  | 華房泰堂                            |
| 6    | 再会                                 | 植竹須美男        | 早見淳              | 荻原露光          | 渡辺章                              |
| 7    | 俺の愛すべき街                       | 滝晃一            | 加藤洋人 早見淳     | 山口美浩          | 金剛寺弾                            |
| 8    | 真実（ホント）の仲間                 | 植竹須美男        | 亀垣一              | 辻泰永            | 椛島洋介                            |
| 9    | 香瑩 〜失われた名前〜                | 滝晃一            | 大上相馬            | みくりや恭輔      | 桜井木ノ実                          |
| 10   | エンジェル スマイル                  | 山田靖智          | 岩永彰              | 四辻たかお        | 渡辺章                              |
| 11   | 父娘（おやこ）の時間                 | 植竹須美男        | 早見淳              | みくりや恭輔      | 桜井木ノ実                          |
| 12   | 船上の出会いと別れ                   | 山田靖智          | 平野俊貴 岩永彰     | 廣川集一          | 箕輪悟                              |
| 13   | 李大人からの贈り物                   | 佐藤勝一          | 名村英敏            | 山崎理            | 明珍宇作                            |
| 14   | 復活C・H（シティーハンター）!        | 大久保智康        | 早見淳              | 安藤健            | 今井武志                            |
| 15   | パパを捜して!                        | 鈴木雅詞          | 早見淳              | みくりや恭輔      | 桜井木ノ実                          |
| 16   | C・H（シティーハンター）としての資格 | 鈴木雅詞          | 西澤晋              | 小林浩輔          | 箕輪悟 高梨光                       |
| 17   | 夢の中の出会い                       | 佐藤勝一          | 影山楙倫            | 剛田隼人          | をがわいちろを                      |
| 18   | 親子の絆                             | 佐藤勝一          | 早見淳              | 安藤健            | 松岡謙治 古谷田順久 柴田かつのり    |
| 19   | 陳老人の店                           | 滝晃一            | 小林一三            | 石川敏浩          | 金相燁 水戸修太郎                   |
| 20   | 宿命のプレリュード                   | 植竹須美男        | 早見淳              | みくりや恭輔      | 桜井木ノ実                          |
| 21   | 哀しき守護者（ガーディアン）         | 鈴木雅詞          | 平野俊貴 三宅雄一郎 | 小林浩輔          | 箕輪悟 佐々木敏子                   |
| 22   | 不公平な幸せ                         | 鈴木雅詞          | 鶴山修              | 安藤健            | 松岡謙治 井口忠一                   |
| 23   | 出発（たびだち）のメロディー         | 植竹須美男        | 名村英敏            | 廣川集一          | 工藤柾輝                            |
| 24   | 鼓動と共に…                          | 植竹須美男 滝晃一 | 平野俊貴            | 平野俊貴 石井志知 | 青野厚司                            |
| 25   | 死にたがる依頼者                     | 戸塚直樹          | 小林一三            | 石川敏浩          | 水戸修太郎 金大勲                   |
| 26   | もう一度あの頃に                     | 植竹須美男        | 東海林真一          | 山内東生雄        | 箕輪悟 工藤柾輝                     |
| 27   | 私、恋してる!?                       | 大知慶一郎        | 西森章              | 松村やすひろ      | 松岡秀明 裾分雅明 蜂巣当太 服部憲知 |
| 28   | 約束                                 | 細井能道          | 西森章              | 剛田隼人          | こひだはじめ                        |
| 29   | 私の妹…香                            | 大久保智康        | 鶴山修              | 岡崎幸男          | 清水恵蔵 桝井一平                   |
| 30   | この街は私の全て                     | 戸塚直樹          | 早見淳              | 廣川集一          | をがわいちろを 小田真弓             |
| 31   | 最後の夜に見た奇跡                   | 植竹須美男        | 小林一三            | 石川敏浩          | 水戸修太郎 金大勲                   |
| 32   | 組織から来た女                       | 植竹須美男        | 加藤洋人            | 加藤洋人          | 加藤洋人                            |
| 33   | 神から授かりし子                     | 鈴木雅詞          | 名村英敏            | 山本泰一郎        | 須藤昌朋 山中純子                   |
| 34   | 二人の決意                           | 鈴木雅詞          | 鶴山修              | 城所聖明          | 明珍宇作                            |
| 35   | 未来へ…                              | 植竹須美男        | 早見淳              | 浅見松雄          | 青野厚司 をがわいちろを             |
| 36   | 幸せを運ぶ女の子                     | 滝晃一            | 西森章              | 剛田隼人          | 福島豊明                            |
| 37   | 汚れのない心                         | 大知慶一郎        | 前島健一            | 岡崎幸男          | 清水恵蔵 桝井一平 鈴木伸一          |
| 38   | オレの目になってくれ                 | 佐藤勝一          | 小林一三            | 石川敏浩          | 水戸修太郎                          |
| 39   | 依頼者は大女優                       | 大久保智康        | 鶴山修              | 城所聖明          | 明珍宇作                            |
| 40   | ミキの隠された秘密                   | 植竹須美男        | 影山楙倫            | 浅見松雄          | 青野厚司 吉田肇                     |
| 41   | 自分の居場所                         | 大知慶一郎        | 名村英敏            | 山本泰一郎        | 須藤昌朋 山中純子                   |
| 42   | 二人だけのサイン                     | 戸塚直樹          | 名村英敏            | 岡崎幸男          | 鈴木伸一 山本径子                   |
| 43   | 私が生きる日常                       | 佐藤勝一          | 小林一三            | 石川敏浩          | 水戸修太郎                          |
| 44   | 俺たちの子供のために                 | 戸塚直樹          | 鶴山修              | 浅見松雄          | 福島豊明                            |
| 45   | 人間核弾頭、楊                       | 細井能道          | 前島健一            | 城所聖明          | 明珍宇作                            |
| 46   | マザー・ハート                       | 滝晃一            | 早見淳              | 星野真            | 高梨光                              |
| 47   | アカルイミライ!?                     | 大久保智康        | 名村英敏            | 辻泰永            | 野武洋行                            |
| 48   | 引き寄せられる運命                   | 佐藤勝一          | 小林一三            | 石川敏浩          | 水戸修太郎                          |
| 49   | Get My Life                          | 山田靖智          | 前島健一            | 岡崎幸男          | 山本径子 鈴木伸一 小林ゆかり        |
| 50   | ラストプレゼント                     | 植竹須美男        | 名村英敏            | イワナガアキラ    | 青野厚司                            |

### その他
端役やゲストキャラクターのアフレコを声優の他にタレント、（当時の）アナウンサーがおこなったこともある。
- 1、20 - 23話：少女バイオリニスト・茅野夢（川澄綾子）
- 8話：オカマクラブ「ラフレシア」のママ（石井康嗣）、同業者のオカマ（鈴木千尋）[注釈 47]
- 12話：幼少時の香瑩（金田朋子）
- 14話：女子高生・凪砂（井上麻里奈）
- 15 - 16話：幼稚園児・ターニャ（今野宏美）、ターニャの母・イリーナ（児玉孝子）
- 16話：ターニャの父・倉橋克己（山崎たくみ）
- 19話：「玄武門」の女性客（山本舞衣子・日テレアナウンサー）、正道会系列の暴力団・根堀組長（飯塚昭三）
- 20 - 23話：茅野夢（川澄綾子）、夢の家庭教師・高波遥（湯屋敦子）、ドッグウォーカー・風間雅臣（内田直哉）
- 20話、22話：マッドドッグ・夢の父（茶風林）[注釈 48]
- 25 - 26話：食堂店主・福留裕介（玉置浩二）[注釈 49]、裕介の弟・福留裕司（神奈延年）、福留兄弟の幼馴染・昭美（井上喜久子）
- 27 - 28話：画家・夏目芳樹（古谷徹）
- 29、41話：バー「Kyrie」（キリエ）マスター・信ちゃん（池田秀一）[注釈 50]
- 30話：心臓外科医・Dr.シェクリー（家弓家正）[注釈 51]
- 32 - 35話：隼鷹会幹部・早川俊輔（立木文彦）
- 37 - 38話：ミキの母親・サトちゃん（籐子）[注釈 49]
- 39話：男性アナウンサー（五十嵐竜馬・読売テレビアナウンサー）
- 39 - 40話：女性アナウンサー（安部まみこ・中京テレビアナウンサー）
- 39 - 41話：女優・ジョイ＝ロウ（大本眞基子）
- 41話：バー「ジョナサン」ママ（小宮和枝）
- 42話：製薬会社社長（高島雅羅）[注釈 52]
- 42 - 43話：ニュースキャスター・朝倉朋美（山本百合子）[注釈 53]、コメンテーター・坂東実道（内海賢二）
- 45 - 46話：科学者・チェン（置鮎龍太郎）、傭兵部隊長・マックス（郷里大輔）
- 47 - 49話：占い師・麗泉こと河本麗子（三石琴乃）、警察官・島津省吾（関智一）[注釈 54]、島津の妻・スジョン（桑島法子）
- 50話：元戦災孤児の花嫁・スゥチン（ゆかな）、堀田母（池田昌子）、堀田父（大川透）

### 放送局
放送時間は個別に提示されているものを除き2006年1月時点。
- よみうりテレビ 火曜 0:58 -
- 日本テレビ 水曜 1:25 -
- 中京テレビ 木曜 1:59 -
- 札幌テレビ 火曜 1:25 -
- 山形放送 土曜 1:25 -
- テレビ新潟 火曜 1:01[13]
- 静岡第一テレビ 木曜 1:46 -
- 西日本放送 火曜 1:50 -
- 福岡放送 火曜 1:25 -
- 長崎国際テレビ 水曜 1:20 - [13]
- 鹿児島読売テレビ 土曜 1:25 -
- キッズステーション

| よみうりテレビ 火曜 0時58分枠   | よみうりテレビ 火曜 0時58分枠                       | よみうりテレビ 火曜 0時58分枠 |
| 前番組                          | 番組名                                              | 次番組                        |
| ------------------------------- | --------------------------------------------------- | ----------------------------- |
| -                               | エンジェルハート AngelHeart （『MONDAY PARK』枠外） | -                             |
| 日本テレビ（日テレ） 水曜1:29枠 |                                                     |                               |
| 攻殻機動隊 S.A.C. 2nd GIG       | エンジェルハート                                    | 砂沙美☆魔法少女クラブ         |

## ラジオ
NACK5で2005年4月3日より毎週日曜放送のラジオ番組『Heart of Angel』。
1回目より42回目までは『XYZ Ryo's Bar』として、43回目以降は『XYZ 香瑩's cafe』として放送された。
XYZ Ryo's Bar
全42回。パーソナリティは冴羽獠役の神谷明（40回目まで）。アニメの担当声優・主題歌アーティストを中心にほぼ毎回ゲストを呼び、関連の楽曲が多数流された。19回は公開録音が1時間スペシャルとして放送された。最終回は歌だけの構成だった。
XYZ 香瑩's cafe
パーソナリティに香瑩役の川崎真央を加え（神谷明も続投）、2006年1月22日放送分よりタイトルを変更した。

## 舞台
2010年10月2日に東京・吉祥寺シアターで、北条の作家生活30周年プロジェクトの一環として、映画（実写映像）とダンスによる1日限りのイベント「DANCE×THEATER エンジェルハート〜羽ばたける者たちへ〜」を開催。香瑩が（ダンスとしての）カポエイラに挑戦するエピソード（コミックス23・24巻収録）を題材に演出したコラボレーションイベントで、 映画・舞台ともに、杉本有美が香瑩役を演じた。また、『月刊コミックゼノン』3号（2010年12月25日発売）には、映画・舞台の模様などを収めたDVDが付録で添えられている。
- 出演[注釈 56]
  - 香瑩 - 杉本有美
  - カナ - 坂崎愛
  - 友里 - 市道真央
  - 信宏 - 福島慎之介
  - コウ - 高柳将太
  - カズ - 高瀬秀芳
  - 由佳 - 鍵山由佳
  - 雪乃 - 山本梓
  - 冴子 - 及川奈央
  - 仁志 - 山本修
- 原作 - 北条司
- 企画 - 飛田野和彦
- 脚本 - 福田恵一
- 舞台演出 - 鈴木つかさ
- 監督 - 渡邊世紀
- ダンス演出・指導 - HIDEBOH
- 音楽 - 浦本和宏
- ダンス楽曲 - 鍵山由佳
- 製作総指揮 -　吉田春海
- 主催 - 株式会社フェイスプランニング
- 協賛 - 株式会社アトレ
- 協力 - 吉祥寺アニメワンダーランド、株式会社NSP、株式会社コアミックスなど

## テレビドラマ
2015年10月11日から12月6日まで日本テレビ系の日曜ドラマ枠で同枠の第3弾として放送された。脚本は高橋悠也、演出は狩山俊輔が担当。主人公の冴羽獠を上川隆也が演じた。

### 製作
『シティーハンター』からの愛読者でもある上川は、獠を演じるに際し自らの容姿を獠へ近づけるため、仕事上の前作『花咲舞が黙ってない（第2シリーズ）』のクランクアップ以降の2015年7月初旬から肉体改造に励んだ結果、体脂肪率が10％を切ったという。獠の役作りに際してもシーンごとやカットごとに考えながら演じており、『花咲舞が黙ってない』が終わってから他の作品に取り組んでいる間も本作のことを考えていたという。肉体改造中のトレーニングや食事については、2015年10月15日放送の『ぐるぐるナインティナイン』にて紹介されたうえ、ドラマオリジナルキャラクターのカリート役の和泉崇司も上川と同様のトレーニングに励んでいる様子が紹介された。
上川は、クランクイン前に原作者の北条とバーで役作りについて熱く語り合ったり、アクションシーン前には楽屋で腕立て伏せなどの筋トレをしてから撮影に臨んでいるという。その意気込みについては、常に獠のことを考えながら生活しているだけに留まらず、彼のハードボイルドさを前面に出したい日本テレビの意向に反し、獠の台詞に「もっこり」を再現しようとプロデューサーに直談判した上、現場でもアドリブで「もっこり」を挟み込んでは編集で全部カットされ続けた結果、第4話でようやく採用されたほどである。また、緊張していた香瑩役の三吉彩花に自ら話しかけるなど、撮影現場の雰囲気作りも忘れていないという。三吉の方も撮影現場にお手製のカレーを持参して皆に振る舞う心遣いで上川を感心させたり、本番では使えないような上川のアドリブに軽くツッコミを入れるなど良好な関係を築いたという。

### 評価
番組放送前は賛否が割れていたが、第1話放送後にはTwitterに原作ファンからも上川を絶賛するコメントが寄せられた。また、ブラザートムが演じるファルコンについても好印象のコメントが寄せられたほか、新人時代にアニメ版『シティーハンター』に端役の声で出演し、「シティーハンタースペシャル　グッド・バイ・マイ・スイートハート」（1997年）で獠と対決する敵役のメインゲスト・武藤武明（通称プロフェッサー）を演じた山寺宏一が、本作には顔出しで出演していることにも感慨深く触れられている。この高評について、上川は冷静に分析して背筋を正したうえで、「皆さんにとっての『エンジェル・ハート』とのズレが大きくなっていかないことを僕らは目指したい」と真摯に語っている ほか、獠についても「絶対的なヒーローだけに重責を感じる」と気迫を覗かせている。北条も嬉しく思っているらしく、スタッフを通じて上川や三吉へお墨付きの言葉を送っている。テレビ解説者の木村隆志も、上川の内面を分析したうえで「誠実だから再現率が高い」「やりすぎないから見やすい」と評価している。また、三吉の演技力と身体能力の高さについての高評も挙がっている。
西内まりやが歌う主題歌の「Save me」については、賛否が分かれている。「エンジェル・ハートの世界観に合っている」などの高評のコメントが寄せられる 一方で、『シティーハンター』世代のアニメファンからは違和感を訴えるコメントが寄せられており、「（同作のエンディングテーマ「Get Wild」を手がけた）小室哲哉に作曲してもらいたかった」という声が出ている。ただし、主題歌自体は西内が5、6曲ほど作成して提出した中から原作者の北条に「世界観に合うから」と選ばれたものである。

### キャスト

#### 主要人物
冴羽獠（さえば りょう）〈48〉
演 - 上川隆也
新宿を拠点に活動する凄腕の「シティーハンター」と呼ばれる始末屋。しかしその一方で大の女好きで有名なドスケベで、依頼人が美人であれば瞬時に手を出そうとする。
第1話では相棒の香と婚約中であり、1話で受けた仕事の直後に香を事故で失ってしまった。その喪失感からシティーハンターを辞めてしまい、ファルコンには「糸の切れたタコ」と評されるほど堕落した生活を送っていた。
香を亡くして1年後、香の心臓を移植された香瑩に出会う。レギオンの襲撃から香瑩を守るため、シティーハンターとしての活動を再開する。
香瑩（シャンイン）〈18〉
演 - 三吉彩花（幼少期：田中悠愛）
元レギオンの暗殺部隊所属の暗殺者。組織在籍時のコードネームは「グラス・ハート」。
幾多の暗殺行為に嫌気が差していた時、暗殺した男の娘が泣き叫ぶ姿を目の前で見たことで、ついに投身自殺を図る。しかし、レギオンが強奪した香のドナー心臓を移植されて無理矢理蘇生させられてしまう。
昏睡状態の中で夢を見るように香の記憶を垣間見始め、蘇生した直後に入院していた医療施設を脱走。それからも心の中で香の記憶や幻影を垣間見るようになり、レギオンの襲撃の中、獠と香の想いを受け継ぎ生きる決心をする。そして香の意思を受け継いで獠の相棒となる。その際、初めて笑顔を見せた（第4話）。
獠と共に「シティーハンター」として活動するようになってからは、彼が美女に「もっこり」する度に頬を思いっきり抓ったり平手打ちをお見舞いするなどして獠を諌める。また、最終回では100tハンマーを使用した。
槇村香（まきむら かおり）〈29〉
演 - 相武紗季
獠の相棒で婚約者。獠の元相棒・槇村秀幸の妹。
花園診療所の看護師をしていたが、兄の死を機に獠の相棒となる。獠と結婚する直前に子供を庇って車に轢かれ、脳死状態になってしまう。ドナー登録していたため移植用に心臓が摘出されるが、その心臓は輸送中にレギオンによって強奪され香瑩に移植された。
その後、香瑩が目覚めた直後から彼女の心には香の記憶が宿り、香瑩は徐々に香の影響を受け、普通の人間として成長していく。

#### 喫茶「キャッツアイ」
劉信宏（リュウ シンホン）〈23〉
演 - 三浦翔平
レギオンの暗殺部隊に所属している青年。
脱走した香瑩にレギオンに戻るよう説得に来たが、香瑩の決意に圧されるかのように彼女を守るために組織を抜けた。
初登場の1話こそ暗殺者然とした態度だったが、組織を抜けてからは本来の明るくて優しい青年としての一面が多く見て取れる。香瑩の側にいるためにファルコンの元に半ばに強引に転がり込みキャッツ･アイのバイトとして住み込みの生活をはじめる。
香瑩に好意を寄せているが相手にはされておらず、彼女のことを想いすぎるとどこかに意識が飛んでしまう。
ファルコン / 海坊主〈51〉
演 - ブラザートム
喫茶｢キャッツ･アイ｣のマスター。元凄腕の傭兵。
傭兵時代の怪我で現在は失明仕掛けており、常にサングラスを着用している。視力をほとんど失ったとはいえ、まるで見えてるかのように平然と重火器を扱える。失った視覚の代わりに他の感覚が研ぎ澄まされて非常に鋭くなっており、後ろから近づいてきた李大人の隠れた殺気に気付いた。
ホーリー
演 - 山寺宏一
キャッツ・アイの常連客で「ラフレシア」のママ。
実はそこそこ強く、油断していたとはいえ信宏を軽く抑え込む格闘能力を持っているツワモノ。
モッチー
演 - ゴリ
常連客、「ラフレシア」のキャスト。
第1話で路地裏で香瑩に締め上げられてキャッツ･アイの事をしゃべってしまい、そのキャッツアイでは信宏に捕まり銃を突き付けられた。
ロッコによればまだ工事が済んでいない有るちんゲールらしい。
ロッコ
演 - 戸塚純貴
常連客で信宏にぞっこんの「ラフレシア」のキャスト。
ミキ
演 - 渡邉このみ
ファルコンの前に現れたストリートチルドレンの少女。
冴子の計らいにより、児童養護施設に預けられ、学校に通う。放課後などには「キャッツアイ」でファルコンとともに過ごしている。

#### 新宿西警察署
野上冴子〈46〉
演 - 高島礼子【特別出演】
署長。槇村とは刑事時代の同期であり恋人でもあった。
第6話では、槇村を殺した遠山一真から自分の身を守るため、獠にボディーガードを依頼する。
小宮山忍
演 - 高橋努
冴子の部下。冴子に気があるが気付いてもらえていない。

#### 花園診療所
ドク
演 - ミッキー・カーチス
医師。
智
演 - 齋藤めぐみ
看護師。

#### 秘密結社「レギオン」
カリート
演 - 和泉崇司（少年期：佐藤詩音）
ドラマオリジナルキャラクター。
レギオンの暗殺部隊を取り仕切るトップで、自身もリョウと渡り合えるほどの暗殺能力を持つ青年。
李堅強
演 - 竜雷太
レギオン最高幹部である「会長」。
第1話で自殺を図ったグラスハートこと香瑩を、強奪した香の心臓で蘇生させた人物。当初は脱走した香瑩を始末しようとするが、人間らしさを取り戻していく香瑩を見て連れ戻すよう突如指示を変更し、カリートを困惑させた。
第8話ではついに香瑩を捕らえてリョウ達を殺す事で精神的苦痛を与えようとしていた。
実は彼こそが香瑩の実の父。幼い頃に生き別れたと思っていたが、自身の知らないうちに組織に引き取られていた事を1年前に偶然知ったものの、直後に香瑩が身投げをしてしまった。そこで香の心臓を強奪して彼女に移植させた。ところが組織を脱走してしまった為に掟である「裏切り者には死」という掟を変える訳にもいかなかった為に当初は狙っていた。
最終話では彼が父親であることに気付いたリョウと和解し、信宏も含め手を引く事で手打ちとした。そしてXYZ(依頼)を口にして「娘に普通の女性としての暮らしをさせて欲しい」と頼んだ。
ドクの診療所までの道程を眠っている彼女を背負いながら親子としてのわずかな時間を過ごし、「子供たち(組織)全員の父親でなければならない」とリョウ達に別れを告げた。その際に香瑩を背負って笑顔でいる写真をリョウから渡され、たまには様子を見に来いよと声をかけられ去っていった。

#### ゲスト
第1話
河本麗子
演 - 小沢真珠
獠の依頼者で、占い師。
鈴木研吾
演 - 野間口徹
開業医。麗子の元夫。

第2話・第6話
槇村秀幸
演 - 葛山信吾
香の兄で、獠の昔の相棒。故人。
刑事の傍ら1人でシティーハンターとして密かに活動していたが、命を狙われたところを獠に助けられる。その後、獠が無理矢理相棒となり、2人でシティーハンターとして活動するようになった。冴子の恋人でもあったが、プロポーズする直前に遠山一真により命を奪われる。

第3話
サトちゃん
演 - 山田キヌヲ
ミキの母親。半年前に死去している。
トメ
演 - 螢雪次朗
ミキが住み家にしていたビルの管理人。

第4話
高畑稔
演 - 鳥羽潤
獠がシティーハンターへの復帰を決意してから最初の依頼人。
倉本綾菜の姉・沙織の心臓を移植されている。
倉本綾菜
演 - 高田里穂（少女期：林香帆）
稔の心臓のドナーである沙織の妹。母には内緒で綾音という源氏名を名乗りぼったくりバーで働いている。
沙織が死んだのは自分のせいと思い、沙織の転落事故の後に少しずつ心を閉ざすようになる。
倉本沙織
演 - 中川真桜
綾菜の姉。
15年前に山での転落事故で脳死状態となり、その心臓は稔に移植された。
倉本荘子
演 - 朝加真由美
沙織と綾菜の母。

第5話
白蘭（パイラン）
演 - 前田亜季
早川の家政婦。
元々は早川暗殺のためにレギオンから送り込まれた工作員であったが、香瑩と同様に幾多の暗殺行為に耐えかね、自殺未遂を起こして倒れていたところを早川に救われ、「殺す」ためではなく「守る」ために彼の家政婦として働き始める。
早川俊輔
演 - 岩城滉一
隼鷹会会長。獠とは旧知の仲。
2年前にレギオンの下部組織との抗争で、両足の自由と最愛の娘を失う。
ある日に自宅前で見かけた白蘭を、「娘の生き写し」として可愛がるようになった。白血病で自らの命が残り少ないことを知り、獠に自分を殺すように依頼する。

第6話
遠山一真
演 - 渋谷謙人（少年期：渋谷龍生）
冴子のストーカーであり、「山の手緑道の悪魔」と名乗り、冴子に近付く男をゲーム感覚で次々殺害していた。一度逮捕されるが脱獄し、槇村を殺害している。
子供の頃、両親から「仕事が忙しい」という理由で置き去りにされ、一人彷徨っていたところで冴子に声をかけられて以来、彼女に「母親」を求めて異常なまでの執着を見せるようになった。
槇村を殺害した後10年間行方をくらましていたが、末期の肝硬変を患ったことを機に、「冴子に自分を殺させることで、自身を『リセット』させる」ため、彼女に「最後の『ゲーム』」を申し込む。

第7話
茅野夢
演 - 石井萌々果
茅野英介の娘。
高波遥
演 - 松本若菜
夢のピアノ講師であり彼女の後見人。
茅野英介
演 - 水橋研二
夢の父親。香瑩（グラス・ハート）が最後に暗殺した人物。
実は、暗殺者「マッドドッグ」であり夢の家族を殺害していたが、赤ん坊だった夢を殺すことができずに自分の娘として育てていた。
風間雅臣
演 - 加藤虎ノ介
遥の恋人。
実は、「マッドドッグ」の相棒として活動していた「ドッグウォーカー」という暗殺者であり、夢と遥を監視していた。

### スタッフ（テレビドラマ）
- 原作 - 北条司
- 脚本 - 高橋悠也、根津大樹
- 演出 - 狩山俊輔、鈴木勇馬、久保田充
- 音楽 - 金子隆博
- 主題歌 - 西内まりや「Save me」（SONIC GROOVE）[37]
- 医療監修 - 原義明
- サウンドデザイン - 石井和之
- アクションコーディネート - 柴原孝典
- ガンエフェクト - 早川光
- 技術協力 - NiTRo、アップサイド
- 美術協力 - 日本テレビアート
- 音響効果 - スポット
- スタジオ - 国際放映
- 企画協力 - 星野由宇
- 原作協力 - 堀江信彦（コアミックス）
- 宣伝協力 - 飛田野和彦（コアミックス）
- チーフプロデューサー - 伊藤響
- プロデューサー - 次屋尚、千葉行利（ケイファクトリー）、宮川晶（ケイファクトリー）
- 制作協力 - ケイファクトリー
- 製作著作 - 日本テレビ

### 放送日程
| 各話                                                            | 放送日   | ラテ練                                                                                          | 脚本              | 演出     | 視聴率 |
| --------------------------------------------------------------- | -------- | ----------------------------------------------------------------------------------------------- | ----------------- | -------- | ------ |
| 第1話                                                           | 10月11日 | 伝説のシティーハンター復活! 亡き婚約者の心臓が奪われた! 現れた謎の美少女…それは運命の再会だった | 高橋悠也          | 狩山俊輔 | 12.5%  |
| 第2話                                                           | 10月18日 | 生きるとは? シティーハンター誕生秘話!                                                           | 高橋悠也          | 鈴木勇馬 | 10.0%  |
| 第3話                                                           | 10月25日 | 大切な約束…幸福の少女が教えてくれた                                                             | 高橋悠也          | 狩山俊輔 | 08.1%  |
| 第4話                                                           | 11月01日 | 姉妹の絆と命の証! シティーハンター復活                                                          | 高橋悠也          | 鈴木勇馬 | 10.3%  |
| 第5話                                                           | 11月08日 | 暗殺計画と愛に目覚めた女スパイの選択                                                            | 高橋悠也          | 久保田充 | 08.6%  |
| 第6話                                                           | 11月15日 | 最愛の人の命を奪った殺人犯、その結末                                                            | 高橋悠也 根津大樹 | 狩山俊輔 | 07.1%  |
| 第7話                                                           | 11月22日 | あの子の父親を殺したのは私だ                                                                    | 高橋悠也          | 鈴木勇馬 | 09.0%  |
| 第8話                                                           | 11月29日 | 囚われたシャンインいよいよ最終章へ!                                                             | 高橋悠也          | 久保田充 | 08.5%  |
| 最終話                                                          | 12月06日 | 衝撃の真実!全ては愛する者のために!!                                                             | 高橋悠也          | 狩山俊輔 | 07.8%  |
| 平均視聴率 9.3%（視聴率はビデオリサーチ社調べ、関東地区・世帯） |          |                                                                                                 |                   |          |        |

| 日本テレビ系 日曜ドラマ               | 日本テレビ系 日曜ドラマ                         | 日本テレビ系 日曜ドラマ                                 |
| 前番組                                | 番組名                                          | 次番組                                                  |
| ------------------------------------- | ----------------------------------------------- | ------------------------------------------------------- |
| デスノート （2015年7月5日 - 9月13日） | エンジェル・ハート （2015年10月11日 - 12月6日） | 臨床犯罪学者 火村英生の推理 （2016年1月17日 - 3月20日） |

## 用語
COFFEE HOUSE CAT'S・EYE
新宿でファルコンが営む喫茶店。
窓には防弾ガラスが嵌め込まれており、安全でもあり危険が舞い込む場所でもある。
正道会（チェンダオフェイ）
台湾マフィア。トップは、香瑩の父「李堅強」。
正道会の隠密部隊
玄武
特に優秀なものだけがなることができるエリート部隊で、李大人の護衛部隊でもある。陳侍従長が指揮する。
黒ずくめの戦闘服と黒い覆面のいでたち。気配を消して、チームを組んで敵地壊滅を任務としている。
青龍
張が指揮する強襲部隊。しかし、張のクーデター失敗で、大幅に部隊を縮小させられてしまう。
白虎
敵地に乗り込んで情報収集を行うことを任務としている。その任務ゆえに、他の部隊よりも生還率が低い。
朱雀
暗殺を任務とする部隊。単独での作戦随行が基本である。

## CD
原作版
- エンジェル・ハート ドラマCDブック（懸賞の抽選プレゼント）

テレビアニメ版
アニプレックスより発売。
- エンジェル・ハート ヴォーカルコレクション
  - Vol.1（2006年6月21日発売、SVWC-7361）
  - Vol.2（2006年12月20日発売、SVWC-7436）
- エンジェル・ハート オリジナルサウンドトラック（2006年9月20日発売、SVWC-7389/90）

## DVD/Blu-ray
テレビアニメ版
アニプレックスより発売。BOXのほうが先にリリースされた。
- エンジェル・ハート DVD Premium BOX 
  - Vol.1（2006年4月26日発売、ANZB-2011）
  - Vol.2（2006年9月27日発売、ANZB-2021）
  - Vol.3（2006年12月20日発売、ANZB-2031）
  - Vol.4（2007年2月28日発売、ANZB-2041）
- エンジェル・ハート
  - Vol.1（2007年4月25日発売、ANSB-2561）
  - Vol.2（2007年4月25日発売、ANSB-2562）
  - Vol.3（2007年5月23日発売、ANSB-2563）
  - Vol.4（2007年5月23日発売、ANSB-2564）
  - Vol.5（2007年6月27日発売、ANSB-2565）
  - Vol.6（2007年6月27日発売、ANSB-2566）
  - Vol.7（2007年7月25日発売、ANSB-2567）
  - Vol.8（2007年7月25日発売、ANSB-2568）
  - Vol.9（2007年8月22日発売、ANSB-2569）
  - Vol.10（2007年8月22日発売、ANSB-2570）
  - Vol.11（2007年9月26日発売、ANSB-2571）
  - Vol.12（2007年9月26日発売、ANSB-2572）
  - Vol.13（2007年10月23日発売、ANSB-2573）

テレビドラマ版
バップより発売。
- エンジェル・ハート DVD-BOX（2016年4月27日発売、VPBX-29949）
- エンジェル・ハート Blu-ray BOX（2016年4月27日発売、VPXX-72986）

## ゲーム
2011年5月23日よりフィーチャーフォン版のMobageでソーシャルゲーム『エンジェル・ハート』が配信。現在は配信終了。